# Paul Trübenbach
Paul Trübenbach (* 3. August 1876 in Chemnitz; † 26. November 1934 in Berlin) war ein deutscher Autor und Verleger von Zeitungen, Büchern, Bildern und Ansichtspostkarten über Nutztiere, Ziergeflügel und Rassetauben. Weiters war er auch selbst Züchter von Rassehühnern und Rassetauben.

## Leben und Werk
Paul Trübenbach wurde in Chemnitz geboren und wohnte in Grüna, wo er auch Mitglied des dortigen Geflügelzuchtvereines war.
Sein Vater Albert Trübenbach war Baumeister und Architekt, von dem er seine Leidenschaft für die Geflügelzucht übernahm. Gottfried, Paul Trübenbachs Sohn, verschrieb sich ihr ebenfalls und züchtete weiße Zwerg-Wyandotten Hühner und in Familientradition Bantam Hühner.
Paul Trübenbach, der graduierte Doktor, schrieb seine Dissertation von 1902 zum Thema „Der Einfluss der Benutzung von Arbeitsmaschinen auf die Höhe des Reinertrages im Betriebe der Landwirtschaft“.
In seinem Verlag „Geflügel-Welt“ in Chemnitz, Logestraße 1, publizierte er eine Vielzahl an eigenen Arbeiten, aber auch Bücher und Schriften anderer namhafter Autoren wie Hugo Bayer, Dir. Dr. Burchard Blancke, Franz Böhme, Otto Friese, Günther, Körber, Menge, Wilhelm Kleffner, Franz Panek und Werke seines Freundes Arthur Wulf. Weiters verlegte er Arbeiten von Erich Klein (15. Februar 1881 bis 4. Mai 1948), der auch einige Zeit Mitarbeiter bei seinem Verlag „Geflügel-Welt“ war.
Von 1909 bis 1928 gab er mit Unterbrechungen die Fachzeitschrift „Geflügel-Welt“ heraus, die es vor dem Ersten Weltkrieg auf 14.000 Abonnenten brachte. Später verkaufte Paul Trübenbach seine „Geflügel-Welt“, blieb aber weiterhin Schriftleiter. Ab 1924 kamen die Fachzeitungen „Der Zwerghuhn-Züchter“, „Der Tauben-Züchter“ und „Der Minorkafreund“ aus seinem Verlag.
Paul Trübenbach war auch Preisrichter, Vorsitzender des Zuchtausschusses des Bundes Deutscher Geflügelzüchter, Mitglied in fast 50 in- und ausländischen Vereinen, davon Ehrenmitglied in 34 Vereinen. Er war Züchter von Rassehühnern wie Bantam und Weiße Wyandotten, beschäftigte sich aber auch intensiv mit anderen Hühnerrassen wie Leghorn oder Sachsenhühner.
Bei den Rassetauben waren es vor allem die Perückentauben, denen er sich widmete. 1906 war er Mitbegründer des Hauptvereins der Perückentauben- und Pfautaubenzüchter in Deutschland. 1906 bis 1910 Schriftführer und von 1910 bis 1913 erster Vorsitzender des Vereins. In dem 1905 erschienenen Buch „Unser Hausgeflügel Teil II – Die Taubenrassen“ von Lavalle und Lietze schrieb Paul Trübenbach zusammen mit H. J. Better aus Straßburg-Ruprechtsau den Beitrag „Die Perückentauben“. 1925 veröffentlichte er sein mit 40 Abbildungen illustriertes Buch „Die Perückentaube“.
Ein besonderes Interesse hatte Paul Trübenbach auch an Rassetauben wie die Deutsche Mövchen, Chinesische Mövchen, Eistauben, Sächsische Farbentauben, sowie die Taubenrassen des Baltikums und Großbritanniens.
Paul Trübenbach war häufiger Besucher der damals bedeutenden Geflügel Ausstellungen in Großbritannien. Seine Publikationen gestaltete er oft mit internationalen Beiträgen von anerkannten Fachleuten. Die Deutsche Nationalbibliothek listet Paul Trübenbach als Autor, Verleger und seinen Verlag „Geflügel-Welt“ mit 33 Büchern und Broschüren in ihrem Archiv.

## Eigene Schriften, die in seinem Verlag erschienen sind
- Moderne Minorka, ihre Geschichte, Zucht und Pflege. Unter Mitarbeit bedeutender Züchter. Verlag Geflügel-Welt, Chemnitz 1913.
- Bau und Einrichtung moderner Taubenschläge. Verlag Geflügel-Welt, Chemnitz 1914. 2. Auflage, Verlag Dr. Paul Trübenbach, Chemnitz 1922, mit Anhang Einrichtung eines Brieftaubenschlages von Wilhelm Dördelmann.
- Natürliche Brut und moderne Kückenaufzucht. Verlag Geflügel-Welt, Chemnitz 1914. 2. Auflage Verlag Dr. Paul Trübenbach, Chemnitz 1920.
- Zucht-Tabellen für Rassetaubenzüchter nebst Anleitung zur Führung der Zuchtlisten: Winke für Taubenzüchter. Verlag Geflügel-Welt, Chemnitz 1914.
- Weiße Wyandottes, ihre Zucht und Pflege. Verlag Geflügel-Welt, Chemnitz 1915. 2. Auflage Verlag Dr. Paul Trübenbach, Chemnitz 1922.
- Praktische Geflügelzucht (Anweisung zu einer nutzbringenden Geflügelzucht für Nutzgeflügel-Züchter). Verlag Geflügel-Welt, Chemnitz 1918. 2. und 3. Auflage Verlag Dr. Paul Trübenbach, Chemnitz 1920 und 1923.
- Sachgemäße und einträgliche Geflügelfütterung, insbesondere Fütterung der Hennen zur Erzielung höchster Eiererträge  In gemeinverständlicher Weise nach den neuesten Erfahrungen und auf Grund eigener Beobachtung. Verlag Geflügel-Welt, Chemnitz 1918. 2. Auflage Verlag Dr. Paul Trübenbach, Chemnitz 1920.
- Futter und Fütterung der Rassetauben. Verlag Geflügel-Welt, Chemnitz 1920.
- Das ABC der praktischen Entenzucht für Erwerbszwecke. Verlag Geflügel-Welt, Chemnitz 1919. 2. Auflage Verlag Dr. Paul Trübenbach, Chemnitz 1921.
- Das ABC der praktischen Gänsezucht für Erwerbszwecke. Verlag Geflügel-Welt, Chemnitz 1919. 2. Auflage Verlag Dr. Paul Trübenbach, Chemnitz 1921.
- Rationelle Truthühnerzucht. Mit Anhang: Das Perlhuhn und der Pfau. Verlag Geflügel-Welt, Chemnitz 1919. 2. Auflage Verlag Dr. Paul Trübenbach, Chemnitz 1921.
- Kalender für Geflügelzüchter. 1920.
- Handbuch für Zwerghuhnzüchter. Verlag Dr. Paul Trübenbach, Chemnitz 1921. Mitwirkender: Oscar Schaerff.
- Preisrichterbuch. Verlag Dr. Paul Trübenbach, Chemnitz 1921.
- Kalender Geflügelwelt. Autorenkollektiv. 1923.
- Die Mövchentaube. Verlag Dr. Paul Trübenbach, Chemnitz 1922.
- Die Plymouths in Wort und Bild. Verlag Dr. Paul Trübenbach, Chemnitz 1922.
- Die Perückentaube. Verlag Dr. Paul Trübenbach, Chemnitz 1925.
- Rosenklämmige Bantams. Verlag Dr. Paul Trübenbach, Chemnitz 1926.
- Die Pfautaube – Eine Studie. Verlag Dr. Paul Trübenbach, Chemnitz 1926.

## Schriften von anderen Autoren, die in seinem Verlag veröffentlicht wurden
- Ferdinand Körber: Der „Show Homer“. Verlag Dr. Paul Trübenbach, Chemnitz 1910.
- Arthur Wulf: Der Geflügelaussteller. Verlag Dr. Paul Trübenbach, Chemnitz 1910.
- Arthur Wulf: Das Fallennest. Verlag Dr. Paul Trübenbach, Chemnitz 1914.
- Hugo Bayer: Die süddeutsche Farben-Taube in Wort und Bild. Verlag Dr. Paul Trübenbach, Chemnitz 1914. 2. Auflage 1920 mit Anhang: Die Taubenkrankheiten und ihre Behandlung.
- Robert Exner: Nutzbringende Bienenzucht. Verlag Dr. Paul Trübenbach, Chemnitz ca. 1917.
- Alexander Bode: Gemeindeobstbau. Verlag Dr. Paul Trübenbach, Chemnitz 1917.
- Hans Wedding: Rote Rhodeländer, in Vergangenheit, Gegenwart und Zukunft. 1. Auflage Verlag Geflügel-Welt, Chemnitz 1918. 2. Auflage Verlag Dr. Paul Trübenbach, Chemnitz 1922.
- Wilhelm Kleffner: Leitfaden für die „künstliche Brut und Aufzucht“ des Geflügels. Verlag Dr. Paul Trübenbach, Chemnitz 1918.
- Wilhelm Dackweiler: Praktische Winke für Nutzgeflügelzüchter. 1. Auflage Verlag Geflügel-Welt, Chemnitz 1919. 2. Auflage Verlag Dr. Paul Trübenbach, Chemnitz 1921.
- Hans Günther: Brieftauben-Zucht und Brieftauben-Sport. Verlag Dr. Paul Trübenbach, Chemnitz 1919.
- Richard Braun: Leitfaden für einträgliche Ziegenzucht. Verlag Dr. Paul Trübenbach, Chemnitz 1919.
- Arthur Wulf: Hühnerzucht in der Stadt unter Berücksichtigung der Zwerghühnerzucht. 1. Auflage Verlag Dr. Paul Trübenbach, Chemnitz 1919. 2. Auflage bearbeitet von Wilhelm Kleffner. Verlag Geflügel-Welt, Chemnitz.
- Erich Klein: Berliner Tümmler. Verlag Dr. Paul Trübenbach, Chemnitz 1920.
- Erich Klein: Der junge Taubenzüchter. Verlag Dr. Paul Trübenbach, Chemnitz 1920. 2. Auflage ca. 1927.
- Martin Reuter (Bezirkstierarzt a. D.): Die Geflügel-Krankheiten und ihre Behandlung. Verlag Dr. Paul Trübenbach, Chemnitz 1920.
- Richard Braun: Leitfaden für einträgliche Kaninchenzucht. Verlag Dr. Paul Trübenbach, Chemnitz 1920.
- Arthur Wulf: Möven und Brakel. Verlag Dr. Paul Trübenbach, Chemnitz 1926.
- Richard Braun: Leitfaden für eine einträgliche Ziegenzucht. Verlag Dr. Paul Trübenbach, Chemnitz 1921.
- Dr. B. Blancke: Zucht und Mast von Tafelgeflügel. Verlag Dr. Paul Trübenbach, Chemnitz 1921
- Arthur Wulf: Handbuch für Italienerzüchter. Verlag Dr. Paul Trübenbach, Chemnitz 1922.
- Arthur Wulf: Welche Geflügelrasse ist die beste als Nutzhuhn. Verlag Dr. Paul Trübenbach, Chemnitz 1922.
- Wilhelm Kleffner: Gänsezucht und Gänsearten.Verlag Dr. Paul Trübenbach, Chemnitz 1922.
- Fr. Böhme: Das Sussex-Huhn. Verlag Dr. Paul Trübenbach, Chemnitz ca. 1924.
- Arthur Wulf: Hamburger, alle Farbschläge. Verlag Dr. Paul Trübenbach, Chemnitz 1925.
- Otto Friese: Die Koburger Lerche in Wort und Bild.Verlag Dr. Paul Trübenbach, Chemnitz 1925.
- Hermann Schoepf: Von der Eizelle zum Küken. Verlag Dr. Paul Trübenbach, Chemnitz 1925.
- Franz Panek: Die Wiener Tümmler. (Vorabdruck in „Der Tauben-Züchter“ September 1925 bis April 1926). Verlag Dr. Paul Trübenbach, Chemnitz 1926.
- Arthur Wulf. Der Praktiker in der Geflügelzucht. Verlag Dr. Paul Trübenbach, Chemnitz 1926
- Arthur Wulf: Der Orpington. Verlag Dr. Paul Trübenbach, Chemnitz 1927.

## Fachzeitschriften aus seinem Verlag

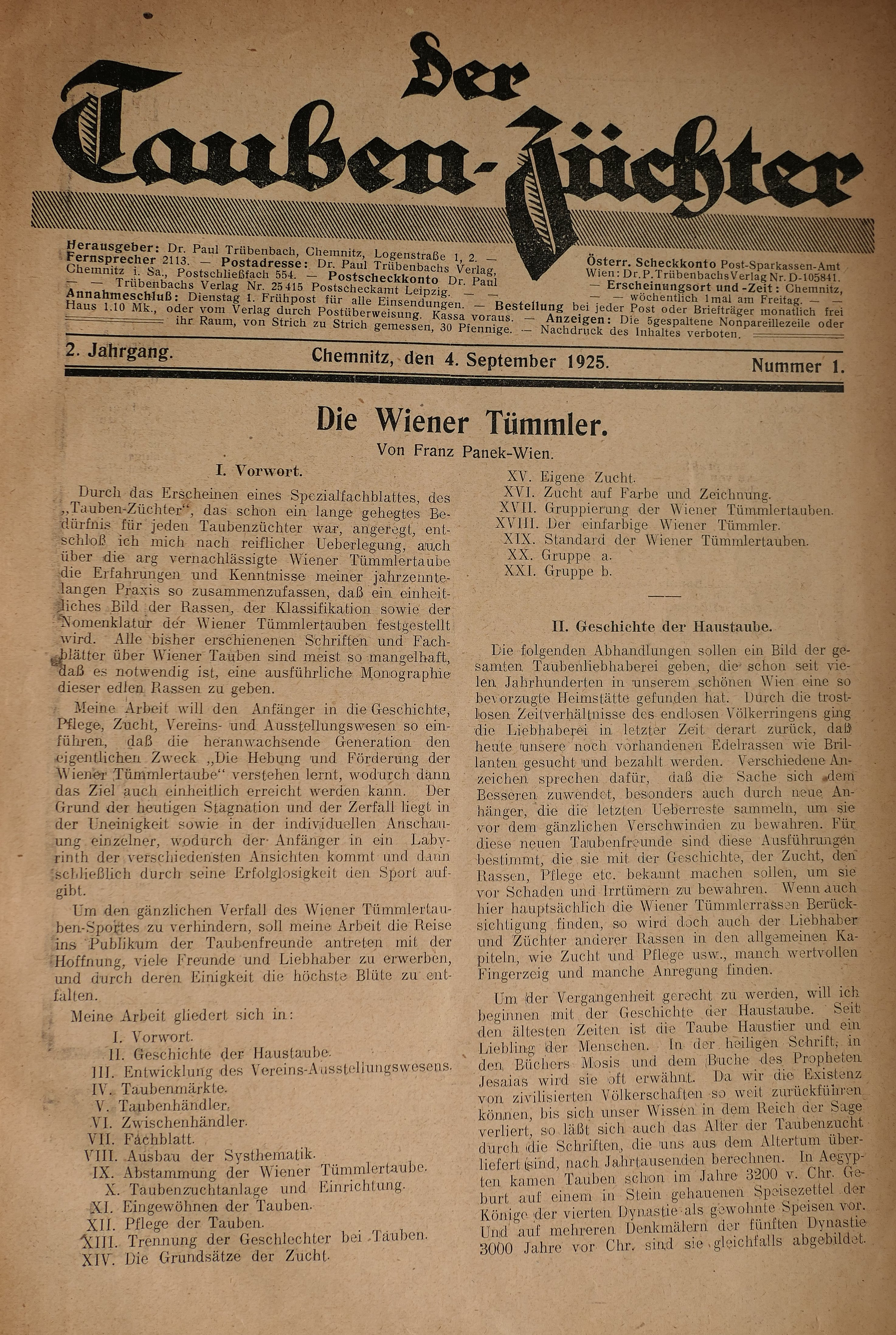
Zeitung: „Der Tauben-Züchter“ (1925) Verlag Dr. Paul Trübenbach

- Geflügel-Welt (1909 - 1928). Verlag Geflügel-Welt, Chemnitz.
- Der Minorkafreund (Zeitschrift des Klubs deutscher Minorkazüchter 1925 – 1928)
- Der Tauben-Züchter (1924, 1925, 1926 - ?)
- Der Zwerghuhn-Züchter (1924 - ?)

## Ehrung
Ehrenmedaille des SRV (Sächsischer Rassegeflügelzüchterverband) 2010 (posthum).